# Philippines Hot 100
O Philippines Hot 100 é uma parada musical de singles da indústria da música nas Filipinas. O ranking é publicado semanalmente pela Billboard Filipinas e combina os rankings gerais de canções locais e estrangeiras de alto desempenho. Os dados são compilados pela Nielsen Company com base em streaming de serviços como Apple Music, Spotify e Youtube e vendas digitais.
A tabela foi publicada pela primeira vez em 12 de junho de 2017, coincidindo com o Dia da Independência das Filipinas. O primeiro e atual número um foi "Shape of You do cantor Ed Sheeran.
Em 3 de julho de 2017, Little Mix colocou seis músicas dentro do top 100 do chart, sendo quatro delas do mesmo álbum. Assim, sendo o único grupo e artista británico a conseguir tal feito.